# Pterolophioides subunicolor
Pterolophioides subunicolor là một loài bọ cánh cứng trong họ Cerambycidae.